# 浦部陽介
浦部 陽介（うらべ ようすけ、1989年7月28日 - ）は、日本のシンガーソングライター、ラジオパーソナリティ。和歌山県橋本市高野口町出身。

## 略歴
小学4年生の時にサザンオールスターズの「TSUNAMI」を聴いたことがきっかけで、ギターの弾き語りを始め、ミュージシャンを志す。中学から和歌山県立伊都高等学校までの6年間を吹奏楽部でトランペットを担当。大阪スクールオブミュージック専門学校で発声や作曲を学び、同校の「We Are OSMオーディション」に合格してなんばHatchの舞台に立つ。卒業後はシンガーソングライターとして大阪ミナミを中心にライブやイベントに出演するほか、CM・ドラマ出演やドラマの挿入歌提供など活動の幅を拡げる。和歌山県をテーマに名産の柿やゆかりのある真田幸村をモチーフにした『ご当地ソング』も多く、現在は主に和歌山県を中心に関西で精力的に活動。
2013年4月、開局したFMはしもとで初冠番組「浦部陽介の歌いたい・喋りたい」が開始、パーソナリティを担当。2015年3月3日に放送100回、2017年2月6日には放送200回を迎えた。 

## 人物・エピソード
- WBS和歌山放送「つながるワイド～応援団長なおきの全開!水曜日」にて出演時、生放送中にジングルを作る企画で完成したものが、正式な番組ジングルとして採用される[9]。
- 2014年に橋本商工会議所青年部の制作として、和歌山県高野町花坂出身の歌手岡本愛美と共作した「YUMENOKIはしもと」を発表。CDは同青年部事務局で販売され、売上金は「YUMENOKIはしもと基金」として、橋本市の子供たちのために役立てられた[10][11]。
- 2016年4月28日、リニューアルオープンしたJAファーマーズマーケット橋本市産直市場『やっちょん広場』のテーマソング「GoGoやっちょん広場」を制作[12]。
- 2019年のゴールデンウィーク、20代最後に面白い事がしたいと当時HAND DRIPのメンバーとして活動していたルームメイトの堀次一輝と思い付きで、大阪難波から福岡県天神駅までのヒッチハイク旅を行い成功させた[13]。
- 島村楽器の音楽教室「イオンモール橿原店」や「セブンパーク天美店」などでボーカルやギターの講師を務める[4][14]。
- 令和4年度より橋本市農産物PRアンバサダーを務める[15][16][17]。

## 主なライブ
- ワンマンライブ「LIVE OF BEGINNING」（2014年3月22日、橋本市 GATTOホール）[5]
- New Album 発売記念ライブ「ふる里と共に未来へ」（2015年3月21日、橋本市産業文化会館アザレア大ホール）[19]
- DVD発売記念ライブ（2015年11月7日、橋本市 高野口 旬菜 楽や）[20]
- NEW YAER's  LIVE PARTY in 楽や（2017年1月22日、橋本市 高野口 旬菜 楽や）[21]
- NEW YAER Special LIVE（2018年1月20日、大阪市 カフェメイク）[22]
- ワンマンライブ（2018年3月8日、大阪市 カフェメイク）[23]
- ワンマンライブ（2018年5月25日、橋本市 GATTOホール）[24]
- 初弾き語りONLYライブ～真夏にまつわるエトセトラ～（2018年8月12日、大阪市 BAR JEAN）[25]
- 初オンラインライブ（2021年4月25日、YouTubeチャンネル【GUGU SOUND】無料配信）[26]
- BIRTHDAY LIVE（2023年7月29日、OLD STREAM）[27]
- 浦部陽介Newアルバム「ポップの虜」発売記念Live[28]
  - 橋本市 学文路GATTO（2024年3月30日）
  - 和歌山市 LIVE SPACE MOMENTS（2024年3月31日）
  - 大阪市 心斎橋SUNHALL（2024年4月22日）
- うたしゃべ10周年フェス（2023年4月2日、和歌山県九度山町 旧古沢幼稚園運動場）[29]
- うたしゃべ10周年フェス 雨ニモ負ケズ リベンジライブ（2023年9月18日、和歌山県九度山町 旧古沢幼稚園運動場）[30]

## 主な出演

### イベント
- 第62回紀の川まつり（2012年8月15日、橋本市向副 紀の川河川敷）[31]
- 西淀川チャリティーフェスタ（大阪市西淀川区出来島公園）第2回2012年、第3回2013年、第4回2014年、第5回2015年[32]、第6回2016年[33]、第7回2017年[34]、第8回2018年[35]、第9回2019年[36]
- 紀の川橋本SUMMER BALL（橋本市南馬場緑地公園）2013年[1]、2014年[37]、2015年[38]、2023年[39]
- WAKAYAMA COLLECTION（2014年11月23日、ノーリツアリーナ和歌山）[40]
- 九度山町真田まつり（九度山町）2015年[41]、2016年[42]
- イオンモール堺北花田 和歌山フェア（2015年5月31日、イオンモール堺北花田店）[43]
- HOTARU LIVE 2015（2015年6月13日、旧かつらぎ町立志賀小学校）[44]
- まっせ・はしもと 柿まつり（和歌山県橋本市）2014年、2015年[45]、2016年[46]、2017年[47]、2018年[48]、2019年[49]、2022年[50]、2023年[16]、2024年[17]
- 高野山大学 学園祭 曼荼羅祭（高野山大学 松下講堂 黎明館）2015年[51]、2016年[52]
- 大収穫祭in九度山（道の駅「柿の郷くどやま」芝生広場）第9回2015年[53]第10回2016年[52]
- 第四回アメホリコレクション（2015年12月22日、Zeppなんば）[54]
- 和歌山マリーナシティ ニューイヤーズ カウントダウン（和歌山マリーナシティ西側特設ステージ）2015-2016[55]、2016-2017[56]、2017-2018[57]、2018-2019[58]、2019-2020、2020-2021[59]、2021-2022[60]、2022-2023[61]、2023-2024[62]、2024-2025[63]
- 国際合戦フェスティバル（2016年6月5日、橋本市紀の川河川敷）[64]
- 第5回紀州夢祭り（2017年9月30日、和歌山城 砂の丸・西の丸広場）[65]
- パープルデー大阪（2021年[66]、2023年[67]、2025年）
- MANA-B FES 2022（2022年6月25日、大阪 名村造船所跡地）MC[68]
- WAKAYAMA MUSIC FES 『Are You Ready?』（和歌山マリーナシティ西側特設ステージ）2020年[69]、2023年[70]

### ラジオ
- 浦部陽介の歌いたい・喋りたい（FMはしもと、毎週月曜21:30～23:00）2013年4月1日 - 2023年9月25日
- つながるワイド～応援団長なおきの全開!水曜日（WBS和歌山放送、2015年4月8日）第1回放送ゲスト、その後準レギュラーとなる。